# 權相佑
權相佑（韓語：권상우，1976年8月5日—），韓國男演員。华语圈曾一度將他的漢字姓名誤寫成權相宇。

## 演艺经历
成為演員前是一名模特兒，因2003年的電影《我的Band 5男友》開始為人所知。但讓權相佑在亞洲大紅大紫的是2003年主演的電視劇《天國的階梯》，劇中飾演男主角車誠俊，權相佑憑藉此劇成為最初的「韓流」明星之一。
2003年，出演喜剧片《我的野蛮女老师》获得第40届韩国电影大钟奖最佳新人奖从而正式踏入演艺圈，同年12月主演的爱情剧《天国的阶梯》更以42.4%的最高收视率成为年度收视冠军，这也成为了他的人生转折点。
之后，他不断挑战自我，主演了多部作品，如《悲伤恋歌》《青春漫画》等。2009年，他主演了文艺片《比悲伤更悲伤的故事》。台灣同名電影與同名電視劇均依此電影改編。
2012年，他进军中国内地市场，参演了电影《影子爱人》和《十二生肖》。

## 个人生活
2008年9月28日，權相佑與孫兌迎結婚，两人的儿子和女儿分别于2009年与2015年。

## 出演作品

### 電視劇
- 2001年：MBC《美味關係》飾演 李春植
- 2001年：SBS《男人與女人》
- 2001年：SBS《神話（朝鲜语：신화 (드라마)）》飾演 楊石萬
- 2002年：SBS《現正戀愛中（朝鲜语：지금은 연애중）》飾演 尹皓傑
- 2003年：SBS《太陽深處》飾演 江碩民
- 2003年：SBS《天國的階梯》飾演 車誠俊
- 2005年：MBC《悲傷戀歌》飾演 徐俊英／崔俊奎
- 2007年：KBS《壞愛情》飾演 姜勇基
- 2009年：MBC《男版灰姑娘》飾演 吳大山／李俊熙
- 2010年：SBS《大物》飾演 河棹也
- 2013年：SBS《野王》飾演 河流／車載雄
- 2013年：MBC《Medical Top Team》飾演 朴泰信
- 2014年：SBS《誘惑》飾演 車錫勛
- 2015年：中國《風花雪月》飾演 李家豪
- 2016年：中國《好久不見》飾演 趙成俊
- 2017年：KBS《推理的女王》飾演 何完勝
- 2018年：KBS《推理的女王2》飾演 何完勝
- 2020年：SBS《延遲的正義》飾演 朴太龍
- 2022年：WAVVE（朝鲜语：WAVVE）《危機的Ｘ（朝鲜语：위기의 X）》[6]
- 2022年：SBS《為何是吳秀才》飾演 醫生（客串）
- 2022年：KBS《謝幕：樹立而死》飾演 裴東濟[7]
- 2023年：Disney+《漢江刑警》飾演 韓斗鎮
- 待播中：中國《愛歸來》飾演 宋振南

### 電影
- 2001年：《火山高校》
- 2001年：《Sinhwa》
- 2002年：《我的大舊橫財》（《走為上策》）
- 2003年：《我的Band 5男友》（《我的野蠻女老師》）
- 2003年：《Project X》
- 2004年：《馬粥街殘酷史》
- 2006年：《野獸》
- 2006年：《青春漫畫》（《情迷戇豬男》）
- 2007年：《宿命》
- 2009年：《比悲傷更悲傷的故事》
- 2010年：《走進砲火中》
- 2011年：《痛症（朝鲜语：통증 (영화)）》
- 2012年：《影子愛人》
- 2012年：《十二生肖》
- 2015年：《情敵蜜月》
- 2015年：《偵探：開端（朝鲜语：탐정: 더 비기닝）》
- 2018年：《偵探：歸來》(台譯：妙探事務所)
- 2019年：《單身三人行（朝鲜语：두번 할까요）》飾演 趙賢宇
- 2019年：《神之一手：鬼手篇（朝鲜语：신의 한 수: 귀수편）》飾演 鬼手
- 2020年：《大畫特務》飾演 金奉俊／金秀赫
- 2022年：《海賊：鬼怪的旗幟》
- 2023年：《大明星多重宇宙》飾演 朴江
- 2025年：《大畫特務2》[8]
- 待定：《我们长大了》

### MV
- 2000年：Papaya《Smile Smile》
- 2000年：Circle《It's All Right》
- 2001年：池英善《心碎》（與文瑾瑩）
- 2001年：WHY《請幸福吧》（與柳時元、李枖原、孔劉）
- 2002年：曹誠模《Ace of Sorrow》（與鄭俊鎬、申恩慶）
- 2003年：金賢貞《不同的道路》（《Project X》OST，與車勝元、金玟廷）
- 2003年：申海澈＆Psy《Killer》（《Project X》OST，與車勝元、金玟廷）
- 2003年：車恩珠《無法知道》（與金柱赫）
- 2003年：假現《樹》（與蘇有珍）
- 2004年：尹健《分手吧》（與宋承憲、金喜善）
- 2005年：《Anyclub》（與李孝利、文晸赫）
- 2009年：李承哲《再也沒有這樣的人》（《比悲傷更悲傷的故事》OST，與李寶英、李凡秀）

## 獎項
- 2002年：SBS演技大賞－新星獎
- 2003年：SBS演技大賞－十大明星獎、最佳人氣賞
- 2003年：第39屆百想藝術大賞－最優秀新演員獎《我的Band 5男友》
- 2003年：第40屆大鐘獎－最優秀新演員獎《我的Band 5男友》
- 2004年：第40屆百想藝術大賞－最受歡迎電影演員獎
- 2004年：第41屆青龍電影獎－最受歡迎演員獎
- 2005年：韓國電影協會－特別獎
- 2008年：第44屆百想藝術大賞－電影部門 男子人氣賞
- 2009年：第2屆韓國風尚達人頒獎典禮－男子Talent部門
- 2010年：SBS演技大賞－Drama Special部門 最優秀演技賞、十大明星獎

## 外部連結
- NAVER （页面存档备份，存于）
- 官方網站 （页面存档备份，存于）
- 權相佑的Instagram帳戶
- 權相佑的新浪微博